# Forcipomyia zonogaster
Forcipomyia zonogaster är en tvåvingeart som beskrevs av Ingram och John William Scott Macfie 1931. Forcipomyia zonogaster ingår i släktet Forcipomyia och familjen svidknott. Inga underarter finns listade i Catalogue of Life.